# Oliver Hutton
Oliver Hutton (大空 翼?, Ōzora Tsubasa), noto più comunemente come Holly, è il protagonista del manga Capitan Tsubasa, creato da Yōichi Takahashi. Appare inoltre in numerosi manga sequel e nelle serie televisive anime tratte dai fumetti, meglio conosciute in italiano come Holly e Benji. Nella versione italiana degli anime il suo nome è stato anglicizzato in Oliver Hutton nella serie Che campioni Holly e Benji!!!, mentre nell'edizione manga e nella serie del 2018 è stato mantenuto l'originale giapponese Tsubasa Ozora.
È un calciatore di incredibile talento che sogna un giorno di vincere il campionato mondiale di calcio con il Giappone. La serie segue la sua crescita dalle scuole elementari, fino al suo trasferimento in club professionistici in Brasile e Spagna e la sua partecipazione a svariati campionati con la maglia della nazionale giapponese. La sua posizione naturale è quella di centrocampista, ma all'occorrenza ricopre anche il ruolo di attaccante, vestendo solitamente la maglia numero 10.

## Creazione e sviluppo
Il personaggio viene ideato col nome di Tsubasa Taro, come protagonista di un volume scritto dall'autore Yōichi Takahashi quando era appena ventenne, pubblicato da Weekly Shōnen Jump nel 1980. Il successo riscontrato spinse Shūeisha a chiedere a Takahashi di creare un'intera serie intorno a Tsubasa, la quale esordì l'anno successivo su Weekly Shōnen Jump con il titolo di Capitan Tsubasa. Il nome del personaggio venne a quel punto modificato in Tsubasa Ozora. Convinto che il pubblico avrebbe apprezzato maggiormente un protagonista forte, Takahashi rese Holly un bambino prodigio e ne mostrò la crescita tramite le sfide contro numerosi rivali molto diversi tra di loro.
Diversi critici hanno individuato in Kazuyoshi Miura la fonte di ispirazione per il personaggio di Holly, in quanto Miura è stato il primo calciatore giapponese a raggiungere il successo all'estero, in particolare in Brasile e in Europa, come Holly nella serie. Takahashi ha tuttavia ammesso che non conosceva Miura quando iniziò a pubblicare l'opera, ma si è detto felice delle similitudini tra i due. Nel 2013 l'autore ha paragonato Holly al calciatore argentino Lionel Messi e anche la sua rivalità con Mark Lenders è stata accostata a quella tra lo stesso Messi e il portoghese Cristiano Ronaldo. A marzo 2021 l'autore ammette di essersi ispirato a Maradona.
Diversi doppiatori gli hanno prestato la voce negli adattamenti anime: Akari Hibino in Holly e Benji, due fuoriclasse e Shin Captain Tsubasa; Nozomu Sasaki da adulto in Che campioni Holly e Benji!!! Kikuko Inoue da ragazzo e Tomokazu Seki da adulto in Holly & Benji Forever; infine Yūko Sanpei per il reboot del 2018. 
In italiano invece è stato doppiato da Fabrizio Vidale per le serie vintage, mentre in Captain Tsubasa (del 2018) da Renato Novara.

## Descrizione
Holly è un ragazzo solare e amichevole con tutti, compresi i suoi avversari, e che dimostra grande generosità e attaccamento verso i suoi compagni di squadra. Possiede anche una forte determinazione e forza di volontà nel raggiungere gli obiettivi che si prefigge, primo fra tutti la vittoria del Giappone ai mondiali di calcio. È un fantasista di enorme talento e dalle spiccate capacità tecniche. Nel corso della sua carriera ha giocato praticamente in tutti i ruoli: all'inizio della serie era un centravanti, poi cambiò il suo ruolo in quello di centrocampista offensivo. Ha pure giocato come difensore in alcune partite.
I suoi migliori amici sono Bruce Harper e Tom Becker, compagni fin dai tempi della sua prima squadra, la Newppy, inoltre tra lui e Tom c'è un'intesa quasi assoluta e forma con lui la Coppia d'oro (ゴールデン・コンビ?). Nella parte iniziale del manga il suo rivale principale è il portiere Benjamin Price, che poi diventa il suo fidato compagno di squadra, successivamente nei campionati delle scuole elementari instaura un rapporto di rivalità anche con Julian Ross, Philip Callaghan, e con i gemelli James e Jason Derrick, ma soprattutto con Mark Lenders. Tali rivalità persistono anche durante i tornei delle scuole medie, a cui si aggiungono anche Ralph Peterson e Patrick Everett. Quando viene convocato in nazionale partecipando ai mondiali giovanili, affronta molti calciatori stranieri, e tra i suoi rivali più agguerriti ci sono il bomber Karl Heinz Schneider e il portiere Dieter Müller della nazionale tedesca, Juan Diaz della nazionale argentina, il portiere Ricardo Espadas della nazionale messicana, Brian Cruyfford della nazionale olandese, Ramon Victorino della nazionale uruguaiana, il portiere Gino Hernandez della nazionale italiana, e in particolare si distinguono Carlos Santana e Natureza della nazionale brasiliana. Più avanti nella storia, quando Holly gioca come professionista per il Barcellona ha come compagno di squadra il brasiliano Rivaul trovando in lui un nuovo grande rivale.
Nel tempo Holly ha sviluppato differenti tiri speciali, il suo tiro più iconico è il Drive Shot (ドライブ・シュート?), un tiro alto a effetto che cambia traiettoria scendendo verso il basso, ma senza perdere potenza, quando il portiere già si aspetta che la palla esca fuori, inoltre è in grado di calciare anche tiri molto potenti come il Skywing Shot (スカイウイングシュート?) appreso dal suo mentore Roberto, ed è capace di eseguire il Twin Shot (ツイン・シュート?), calciato in contemporanea a Tom Becker dove la palla dà l'impressione di moltiplicarsi generando un effetto illusorio, tra l'altro lui e Tom possono usare un altro tiro combinato molto più potente ovvero l'High Speed Tornado Sky Alpha (ハイスピードトルネードスカイアルファ?). Potenzialmente sarebbe anche in grado di usare il Levin Shot (レヴィンシュート?) di Stephan Levin, calciatore della nazionale svedese, in effetti una delle principali abilità di Holly è quella di ricopiare lo stile di gioco dei suoi avversari e dei suoi compagni di squadra, solo osservandoli.

## Storia

### Capitan Tsubasa
Oliver Hutton fa il suo debutto nel manga Capitan Tsubasa, quando all'età di undici anni si trasferisce nella cittadina di Fujisawa. Figlio di una casalinga, Maggie, e di un capitano di navi, Michael, spesso in viaggio per lavoro, da piccolo era sopravvissuto a un incidente grazie al suo pallone da calcio, che aveva assorbito la maggior parte dell'impatto di un'auto che lo aveva investito; da allora il giovane nutre una forte passione per il calcio e non si separa mai dal proprio pallone, che considera il suo migliore amico. Giunto in città, Holly si iscrive alla squadra di calcio della scuola elementare Newppy, risollevandone le prestazioni e facendosi numerosi amici, tra cui Tom Becker, Bruce Harper, la leader dei tifosi e suo interesse romantico Patty Gatsby e l'ex calciatore brasiliano Roberto Sedinho, che ne diviene l'allenatore personale. Grazie ai nuovi innesti e soprattutto a Holly, la Newppy riesce per la prima volta nella sua storia a pareggiare contro la forte Saint Francis del prodigioso portiere Benjamin Price.
In seguito Holly supera le selezioni per entrare a far parte della New Team, una squadra composta dei migliori elementi della città che rappresenterà la regione al campionato nazionale. Il ragazzino ne diventa la punta e il capitano. Roberto lo incoraggia a vincere il torneo promettendogli poi di portarlo con lui in Brasile per farne un giocatore professionista. Nel corso del campionato, Holly incontra abili rivali, come gli acrobatici gemelli Derrick, l'elegante Julian Ross e Mark Lenders, centravanti dall'impressionante forza fisica che diverrà il rivale numero uno di Holly in campo nazionale. Le prodezze di Holly trascinano la New Team alla vittoria finale contro la Muppet di Mark Lenders, ma Roberto decide comunque di tornare in Brasile da solo, lasciando però un messaggio per Holly di raggiungerlo dopo aver affinato ulteriormente il suo gioco. Negli anni delle medie, Holly, di nuovo capitano della squadra delle medie New Team, vince tutti i tre campionati nazionali che vengono disputati, l'ultimo a pari merito con la Toho di Mark Lenders. In questi tre anni Holly retrocede nella posizione di regista e impara il Drive Shot, un formidabile tiro ad effetto.
Convocato per la Nazionale Under 15 giapponese, inizialmente Holly non partecipa al ritiro precampionato in vista del torneo di Parigi, così da recuperare dagli infortuni subiti nell'ultimo campionato nazionale. Dopo essersi ripreso viene promosso titolare e guida il Giappone alla vittoria in finale contro la Germania Ovest. Al rientro in Patria si fidanza ufficialmente con Patty, consegue la licenza media e parte infine per il Brasile per raggiungere il suo mentore Roberto.

### World Youth
In Capitan Tsubasa World Youth, Holly gioca in Brasile nel San Paolo e vince il campionato brasiliano ai danni del Flamengo del suo nuovo rivale Carlos Santana. Convocato per la nazionale Under-19 che disputerà il World Youth, Tsubasa abbandona per un periodo il suo club per dedicarsi alla nazionale, facendole superare le eliminatorie asiatiche. Al World Youth sarà il punto di riferimento di ogni azione offensiva della sua squadra, realizzando reti decisive contro la Svezia ai quarti, i Paesi Bassi in semifinale, arrivando a disputare la finalissima contro il Brasile, allenato proprio dal suo ex allenatore Roberto. Nei supplementari Holly realizza il gol-partita e il Giappone riporta la vittoria finale. Al termine del torneo, Holly sposa Patty e insieme a lei si prepara a trasferirsi in Spagna per giocare nel Barcellona.

### DaRoad to 2002in poi
In Captain Tsubasa Road to 2002, dopo l'ultima partita al San Paolo, Holly si trasferisce al Barcellona. Per via della presenza del campione Rivaul nel suo stesso ruolo di regista, il tecnico Van Saal lo retrocede nella squadra B, dove si metterà in luce con una moltitudine di gol e assist. Un infortunio di Rivaul è la chance per tornare in prima squadra, e nell'atteso derby contro il Real Madrid di Natureza guida il Barcellona alla vittoria.
A questa prestazione ne seguono altre nella serie successiva Captain Tsubasa Golden 23. Dopo aver riaffrontato il Real Madrid nello speciale Captain Tsubasa kaigai gekitō hen en la Liga, Holly conquista a inizio della serie Captain Tsubasa Rising Sun il campionato spagnolo con i blaugrana, guadagnandosi il titolo di MVP del torneo. Patty intanto rimane incinta di due gemelli. Dopo tre mesi di pausa in Giappone, Holly si riunisce ai suoi compagni della generazione d'oro nella nazionale olimpica giapponese che prenderà parte ai giochi olimpici di Madrid.

## Cronologia squadre
| Arco                                | Squadra              | Squadra       | Torneo                                 | Risultato         |
|                                     | Manga                | Anime         |                                        |                   |
| ----------------------------------- | -------------------- | ------------- | -------------------------------------- | ----------------- |
| Sfida contro Benji                  | Nankatsu             | Newppy        | Sfida                                  | Parità            |
| Campionato delle elementari         | Nankatsu SC          | New Team      | Campionato Nazionale Scuole Elementari | Vittoria          |
| La grande sfida europea             | -                    | Giappone U-13 | Amichevole                             | Vittoria          |
| La selezione giovanile del Giappone | -                    | Giappone U-13 | Amichevole                             | Vittoria          |
| Campionato delle medie              | Nankatsu Junior High | New Team      | Campionato Nazionale Scuole Medie      | Vittoria ex aequo |
| Torneo di Parigi                    | Giappone U-16        | Giappone U-16 | Mondiale U-16                          | Vittoria          |
| La grande sfida mondiale            | -                    | Giappone U-16 | Torneo U-16                            | Vittoria          |
| Debutto in nazionale                | Giappone             | -             | Amichevole                             | Parità            |
| World Youth Special                 | Giappone U-19        | Giappone U-19 | Amichevole                             | Vittoria          |
| World Youth                         | San Paolo            | Brancos       | Brasileirão                            | Vittoria          |
| World Youth                         | Giappone U-19        | Giappone U-19 | Mondiale U-20                          | Vittoria          |
| Road to 2002                        | Barcellona B         | Cataluña B    | Segunda Liga                           | Non concluso      |
| Road to 2002                        | Barcellona           | Cataluña      | La Liga                                | Non concluso      |
| Germany Dream                       | Giappone             | -             | Amichevole                             | Parità            |
| Golden 23                           | Barcellona           | -             | La Liga                                | Non concluso      |
| Rising Sun                          | Barcellona           | -             | La Liga                                | Vittoria          |
| Rising Sun                          | Giappone Olimpica    | -             | Olimpiadi                              | In corso          |
| Next Dream                          | Barcellona           | -             | La Liga                                | In corso          |

## Accoglienza e impatto culturale
Nei sondaggi di popolarità dei personaggi tra i fan della serie in Giappone, Oliver Hutton è emerso al primo posto nel 1985 e al quinto nel 2005. Il pubblico della rivista lo Newtype ha votato come il 21º personaggio maschile di anime e manga più popolari degli anni 80. La sua immagine è stata utilizzata anche a fini promozionali: è ad esempio stato raffigurato nel 2006 sulle bottiglie di Kirin Nuda, la bevanda ufficiale della nazionale di calcio del Giappone, mentre nel 2016 insieme a Tom Becker è apparso in un video proiettato durante la cerimonia di chiusura di Rio 2016 per annunciare le Olimpiadi di Tokyo 2020.
A Holly sono state dedicate alcune statue nel sobborgo di Yotsugi, alle porte di Tokyo, città natale dell'autore Yōichi Takahashi. La prima venne eretta a marzo 2013 in un parco, mentre un anno dopo se ne aggiunsero altre due come parte di una campagna che comprendeva l'aggiunta di altri protagonisti della serie. A queste ha fatto seguito nel 2018 una statua di Holly nell'atto di eseguire il caratteristico tiro Twin Shot, con la possibilità per i visitatori di impersonare Tom Becker. Infine nel 2014 Adidas ha sponsorizzato una statua del personaggio nel centro commerciale Hysan Place di Hong Kong per celebrare il campionato mondiale di calcio di quell'anno in Brasile.